# Municipio de Russell (Indiana)
El municipio de Russell (en inglés, Russell Township) es una subdivisión administrativa del condado de Putnam, Indiana, Estados Unidos. Según el censo de 2020, tiene una población de 755 habitantes.

## Geografía
Está ubicado en las coordenadas 39°50′0″N 86°56′45″O / 39.83333, -86.94583 (39.833456, -86.94588). Según la Oficina del Censo de los Estados Unidos, tiene una superficie total de 92,1 km², de la cual 92,0 km² corresponden a tierra firme y 0,1 km² es agua.

## Demografía
Según el censo de 2020, hay 755 personas residiendo en la zona. La densidad de población es de 8,2 hab./km². El 95,4 % de los habitantes son blancos; el 0,8 % son amerindios; el 0.1% es afroamericano; el 0,1 % es isleño del Pacífico; el 1,1% son de otras razas, y el 2,5 % son de una mezcla de razas. Del total de la población, el 1,7 % son hispanos o latinos de cualquier raza.